# Micarea crassipes
Micarea crassipes är en lavart som först beskrevs av Theodor 'Thore' Magnus Fries, och fick sitt nu gällande namn av Coppins. Micarea crassipes ingår i släktet Micarea och familjen Pilocarpaceae.   Inga underarter finns listade i Catalogue of Life.